# Афанасій Шола
Афанасій Шола (1878, Трієст, Австро-Угорщина — 19 вересня 1955, Сараєво, СР Боснія і Герцеговина) — австро-угорський і югославський сербський політик і діяч культури з Боснії і Герцеговини. Обіймав посади голови Народного уряду Боснії і Герцеговини з 3 листопада 1918 по 31 січня 1919 року і голови обласного уряду Боснії і Герцеговини з 1 лютого 1919 року по 11 липня 1921 року.

## Молодість і освіта
Народився 1878 року в Трієсті (точна дата народження невідома), де його батько Йован знайшов притулок від турків. Рід Шола був видною купецької сім'єю: дід Афанасія, Рісто Шола, був багатим купцем, одним з найактивніших і освічених діячів культури в Мостарі відповідальним за інспектування школи в Житомислицькому монастирі. Старший двоюрідний брат Панаса Воїслав Шола був відомим сербським політиком. Йован Шола працював у Трієсті торговим представником, а після смерті своєї дружини повернувся 1886 року в Мостар з двома маленькими дітьми. В дитинстві Афанасій відвідував сербське співоче і культурно-просвітницьке товариство «Гусле» і спектаклі при ньому, які організовували Алекса Шантич, Світозар Чорович і Йован Дучич. Шола не відвідував початкової школи, але отримав домашню освіту, а потім здав іспити в Мостарі. Після цього рік навчався в Трієсті, потім шість років здобував освіту в Парижі, де закінчив гімназію і три семестри вивчав французьку літературу. Через хворобу батька 1899 року був змушений припинити навчання і повернутися в Мостар, щоб управляти сімейним торговим бізнесом.

## Культурна діяльність
В молодості Шола був активним діячем товариства «Гусле» і деякий час обіймав посаду секретаря. Від 1899 до 1904 року він також був режисером театральних вистав. Як театральний критик вплинув на становлення свого друга Чоровича як драматурга. Від 1904 до 1908 року був головою товариства «Гусле». Разом з Алексою Шантичем, Светозаром Чоровичем і Йованом Дучичем розпочав 1895 року випуск літературного журналу «Зора», першим автором ідеї створення якого був Світозар Чорович. Перший випуск побачив світ 1896 року. Афанасій був редактором «Зори» від 1900 до 1901 року — як раз в той час, коли, пройшовши повний курс, повернувся з Парижа після завершення навчання. Журнал «Зора» закрито 1901 року з фінансових причин, а також щоб можна було зосередитися на роботі над виданням «Српски књижевни гласник», що почав виходити в той час.

## Політична діяльність
1907 року в Мостарі засновано журнал «Народ», серед засновників якого були Алекса Шантич, Нікола Стоянович, Світозар Чорович, Душан Василевич, Коста Костич, Лука Грджич, Мілан Радулович, Лазар Мілічевич і Афанасій Шола. Рісто Радуловіч був головним редактором. Шола 1907 року обраний депутатом до сейму Боснії і Герцеговини. Шола належав до парламентської фракції, яка сформувалася навколо журналу «Народ», біля якої стала збиратися опозиція і яка отримала назву Народної групи. Народна група виступала на підтримку повної політичної автономії Боснії та Герцеговини в складі Османської імперії, а також за демократичну парламентську форму правління. Такого роду автономія розглядалася лише як перехідний етап перед наступним об'єднанням з Сербією і Чорногорією. До цієї групи крім Афанасія Шоли входили Урош Круль, Рісто Радуловіч, Василь Грджич, Шчепан Грджич, Нікола Стоянович, Алекса Шантич, Світозар Чорович, Коста Куюнджич, Глигорій Єфтанович, Душан Василевич та Мілан Сршкич. Афанасій Шола був також одним з головних авторів видання «Српска ријеч», що виходило в Сараєві від 1905 до 1914 року. Шола відіграв значну роль у викритті австрійського шпигуна Джорджа Настича. Після офіційної анексії Боснії і Герцеговини Австро-Угорщиною Афанасій Шола, Душан Василевич та Ристо Радулович разом з кількома сербськими і мусульманськими делегатами вирушили до Парижа, Лондона, Берліна, Санкт-Петербурга і Белграда, щоб виступати проти анексії. Згодом до них приєдналися Нікола Стоянович, Урош Круль і Василь Грджич. У квітні 1909 року Шола взяв участь у панславістському конгресі в Санкт-Петербурзі.

## Голова сербської парламентської фракції
Шола був обраний депутатом сейму Боснії та Герцеговини 1912 року. Від 1912 до 1914 року він був головною сербської парламентської фракції «Народ». У той час він прямував зі секретними завданнями до Белграда і Цетинє, а також працював із представниками хорватсько-сербської коаліції. Часто співпрацював з Ніколою Пашичем. На відміну від групи, яка сформувалася навколо Петара Кочича, прагнув проводити політику покращення положення сербів шляхом політичної боротьби в парламенті, намагаючись знайти компроміс з австро-угорським урядом на чолі з Оскаром Потіореком. Прихильники Петара Кочича звинувачували Народну групу у веденні занадто компромісної політики. Група Кочича виступала за якнайшвидше здійснення земельної реформи. Хоча її члени критикували компромісну політику Шоли, але вважали, що він особисто чинить правильно і, можливо, є кращим серед представників Народної групи. Наприкінці 1913 року група Кочича і Народна група Шоли створили єдину передвиборчу коаліцію. Вони демонстративно покинули засідання парламенту наприкінці 1913 року через дискримінаційну політику влади щодо сербського народу. Афанасій Шола виступав за співпрацю православних сербів з мусульманами і хорватами. До Першої світової війни багато співпрацював з далматинськими політиками Анте Трумбичем і Йосипом Смодлакою. З ними, а також з Ніколою Стояновичем Шола брав участь у січні 1913 року у проведеному в Спліті засіданні, на якому було вирішено, що після звільнення всіх південнослов'янських народів вони повинні об'єднатися в одну державу з чільною роллю в ньому Сербії.

## Ув'язнення
Після Сараєвського вбивства в Боснії почалося переслідування відомих сербських діячів, і Шола був заарештований у липні 1914 року як видний культурний і політичний діяч. До завершення судового процесу перебував в ув'язненні в Мостарі, Сараєві та Баня-Луці. Був засуджений на процесі в Баня-Луці за звинуваченням у державній зраді і засуджений 22 квітня 1916 року до 12 років ув'язнення у в'язниці строгого режиму. Зокрема, був звинувачений у частих поїздках до Белграда і співпраці з Сербією, особливо з організацією «Народна оборона». Відбував ув'язнення в Невесині, Зениці і Травнику. На свободу вийшов у кінці жовтня 1918 року в зв'язку з розпадом Австро-Угорщини.

## Голова обласного уряду Боснії і Герцеговини
Відразу ж після звільнення з в'язниці Шолу призначено головою Народної ради словенців, хорватів і сербів у Боснії та Герцеговині. Народна рада сформувала народний уряд, і Афанасій Шола 3 листопада 1918 став головою Народного уряду Боснії і Герцеговини. Народний уряд негайно звільнив усіх політичних в'язнів, що залишалися в тюрмах. Шола на посаді голови сприяв стабілізації політичної ситуації. Спільно зі Світозаром Прибичевичем, колишнім головою народної ради Загреба, грав істотну роль у початковому процесі об'єднання югославських територій. Після утворення Королівства сербів, хорватів і словенців залишився на посаді голови Народної ради Сараєва. Нродну раду згодом було перетворено на обласний уряд Боснії і Герцеговини, а Шола 1 лютого 1919 року став його головою. 11 липня 1921 року обласний уряд було замінено крайовою адміністрацією Боснії і Герцеговини. На прохання Світозара Прибичевича Шола керував з'їздом у Сараєві 15-16 лютого 1919 року, на якому створено Демократичну партію Югославії, і більшість колишніх членів політичного товариства «Народу» вступили до неї. За наполяганням Світозара і як голова обласного уряду, Шола брав участь у розгоні з'їзду Народної радикальної партії в Сараєві 18 травня 1919 року.

## Подальше життя
Наприкінці 1919 року Шола пішов у відставку з поста голови обласного уряду. Після цього він нетривалий час служив послом у Копенгагені. Повернувшись до Сараєва, жив на призначену йому пенсію. Раніше його кандидатуру розглядали на посаду секретаря регента, регент однак її не схвалив. Як переконаний прихильник єдності Югославії, підтримував діяльність Організації югославських націоналістів, створеної 23 березня 1921 року в Спліті. Після розколу Демократичної партії залишився прихильником Любомира Давидовича. 1932 року обраний сенатором Дринської бановини. 1933 року став членом Югославської національної партії.
Під час і після Другої світової війни жив на самоті в своєму будинку в Сараєві. 1945 року відновив культурне товариство «Гусле», однак воно було скасоване комуністичною владою 1948 року.
Помер у Сараєві 19 вересня 1955 року.